# John Taylor (Pianist)

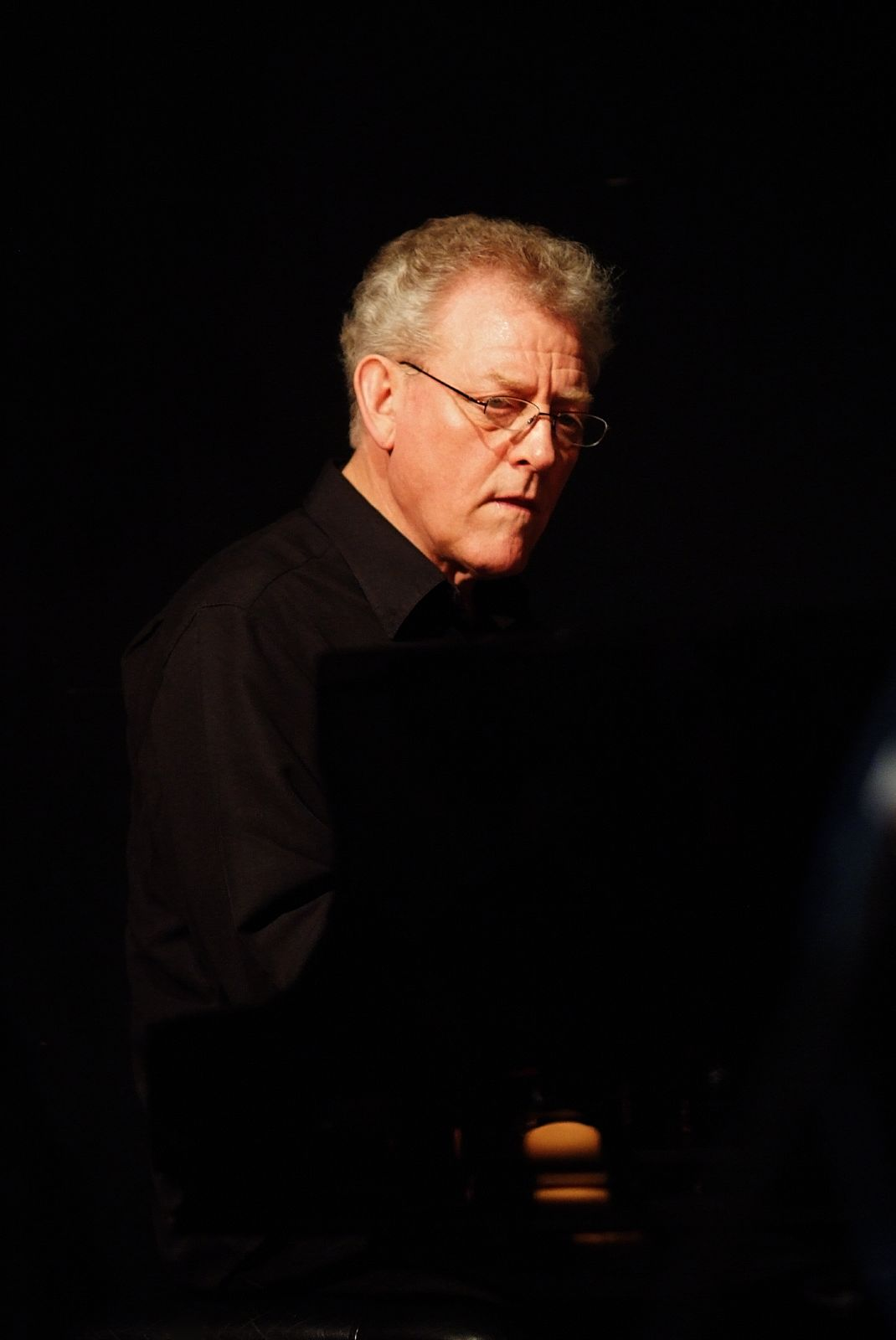
John Taylor (2008)

John Richard Taylor (* 25. September 1942 in Manchester; † 17. Juli 2015 in Angers, Département Maine-et-Loire, Frankreich) war ein britischer Jazzpianist. Er war bis zum Sommer 2007 Professor für Jazz-Piano an der Hochschule für Musik und Tanz Köln.

## Leben
Der einzige formale Unterricht in John Taylors Leben war laut eigener Aussage ein wöchentlicher Klavierunterricht, als er zehn Jahre alt war. Sein Vater war pianistischer Autodidakt, seine 15 Jahre ältere Schwester klassische Pianistin, so dass er von Anfang an viel mit diesem Instrument in Kontakt kam. Bill Evans’ Album Explorations machte auf ihn großen Eindruck, ebenso Chick Corea und Herbie Hancock sowie später Keith Jarrett. Seine musikalische Karriere begann er in einer Tanzband, bevor er 1964 nach London zog, wo er einen Bürojob ausübte. Praktischen Einfluss hatten nun die Jamsessions in Ronnie Scott’s Jazz Club, aber auch erste Auftritte mit Marion Montgomery, Mike Gibbs und John Dankworth.
Taylors Laufbahn als professioneller Jazzmusiker begann 1969 mit der Zusammenarbeit mit den Saxophonisten John Surman und vor allem Alan Skidmore, in dessen Quintett er bis 1973 spielte. Zugleich begann er sein eigenes Trio und Sextett mit Kenny Wheeler, Chris Pyne, Stan Sulzmann, Chris Laurence und Tony Levin zu leiten. Anschließend war er als Begleiter der Sängerin Cleo Laine und Mitglied des Quintetts von Ronnie Scott tätig. 1977 gründete er mit Norma Winstone und Kenny Wheeler das Trio Azimuth, das mehrere Alben einspielte und in Europa, den Vereinigten Staaten und Kanada auftrat. Seit 1972 war Taylor mit Winstone verheiratet; die Söhne der beiden wurden ebenfalls Musiker.
In den 1980er Jahren arbeitete er unter anderem in Bands unter Jan Garbarek, Enrico Rava, Gil Evans, Lee Konitz, Ron Mathewson und Charlie Mariano und im Duo mit Tony Coe und Steve Argüelles. In den 1990er Jahren nahm er Alben im Trio mit Peter Erskine und Palle Danielsson auf. 1996 spielte er in John Surmans Werk Proverbs and Songs die Orgel.
2000 trat er mit dem Trio Azimuth beim Weimar Festival auf und nahm mit Maria Pia De Vito und Ralph Towner das Album Verso auf. Seit 2002 arbeitete er im Trio mit Joey Baron und Marc Johnson. Für die Komposition The Green Man Suite, die vom Creative Jazz Orchestra aufgeführt wurde, erhielt er 2002 den BBC Jazz Award für das beste neue Werk.
Im Jahr 2004 starb Taylors zweite Ehefrau Diana de Courcy, die er nach der Scheidung von Winstone geheiratet hatte. In diesem Jahr nahm er Where Do We Go from Here? mit Kenny Wheeler und Nightfall mit Charlie Haden auf und trat mit beiden beim Montreal Jazz Festival auf. Zudem gründete er im selben Jahr ein neues Trio mit Palle Danielsson und Martin France. Auch arbeitete er im Duo mit der Sängerin Diana Torto. Er heiratete als dritte Ehefrau seine Jugendfreundin Carol, geborene Weston.
Taylor starb am 17. Juli 2015, nachdem er bei einem Auftritt mit der Band von Stéphane Kerecki auf dem Saveurs Jazz Festival in Segré (Maine-et-Loire) einen Herzinfarkt erlitten hatte.

## Diskographie (Auswahl)
- Decipher, mit Chris Laurence und Tony Levin, 1972
- Norma Winstone & John Taylor In Concert, 1988 (rec.; 2018 ed.)
- Tango and Company, mit Henning Berg, 1997
- Rosslyn, mit Marc Johnson und Joey Baron, 2003
- Insight Sketch, Soloalbum, 2003
- Songs & Variations, Soloalbum, 2004
- Angel of the Presence, Soloalbum, 2006
- Whirlpool, mit Palle Danielsson und Martin France, 2007
- Phases, Soloalbum, 2009
- Patience, 2011, mit Stéphane Kerecki
- Eye to Eye: Live 1971 (ed. 2022)

## Lexigraphische Einträge
- Ian Carr, Digby Fairweather, Brian Priestley: Jazz: The Rough Guide. ISBN 1-85828-528-3.
- John Chilton: Who Is Who in British Jazz. London 2005, ISBN 0-8264-7234-6.